# Mexicali
Mexicali è la capitale dello stato messicano di Bassa California, sede del Municipio de Mexicali. La città di Mexicali ha una popolazione di 689.775, secondo un censimento del 2010, mentre la popolazione dell'intera area metropolitana raggiunge quota 996.826.

## Istruzione
La città mantiene una popolazione altamente istruita e competente, dato che la città si è modernizzata ed è diventata un importante centro urbano nella regione desertica.

## Economia
L'economia di Mexicali è sempre stata storicamente basata sui prodotti agricoli, e questo ad oggi rimane un largo settore economico. Con il passare del tempo, la sua economia è gradualmente passata da una base agricola all'inclusione di industrie, principalmente maquiladoras. Aziende come Honeywell, GKN Aerospace, Kellogg's, Gulfstream, UTC Aerospace Systems, SunPower, Rockwell Collins, LG Electronics, National Oilwell Varco, Mitsubishi, Autolite, Nestlé, Coca-Cola, Robert Bosch e Goodrich Corporation hanno costruito degli impianti maquiladora in città.

## Rockwell Collins
Mexicali è città pioniera a livello nazionale per l'industria aerospaziale messicana, da quando Rockwell Collins (ex Hughes Tool Company) decise di stabilire lì le sue operazioni nel 1966. Rockwell Collins è l'azienda più vecchia appartenente al programma nazionale “Maquiladora”.

## Fondazione
Fondata il 14 Marzo 1903, Mexicali si trova sul confine fra Messico e Stati Uniti adiacente alla sua città sorella Calexico, California, con la quale forma un duplice Stato, e centro urbano internazionale, Calexico–Mexicali.